# Robert de Württemberg
Ducele Robert Maria Klemens Philipp Joseph de Württemberg (germană Robert Maria Klemens Philipp Joseph, Herzog von Württemberg) (14 ianuarie 1873 – 12 aprilie 1947) a fost membru al Casei de Württemberg și Duce de Württemberg.

## Biografie
Robert a fost al patrulea copil al Ducelui Filip de Württemberg și a soției acestuia, Arhiducesa Maria Theresa de Austria (1845–1927). Robert a aparținut celei de-a cincea ramuri (numită ramura ducală) a Casei de Württemberg, descendent al celui de-al șaptelea fiu al Ducelui Frederic al II-lea Eugene de Württemberg. La stingerea ramurii senior, în 1921, ramura  ducală a devenit noua linie dinastică a Casei.
Robert s-a căsătorit la 20 octombrie 1900, la Viena, cu Arhiducesa Maria Immakulata de Austria, al șaptelea copil și a cincea fiică a Arhiducelui Karl Salvator, Prinț de Toscana și a soției acestuia, Prințesa Maria Immaculata de Bourbon-Două Sicilii (1844–1899). Robert și Maria Immakulata nu au avut copii.